# Walter Wassermann
Carl Oskar Walter Wassermann (* 19. September 1883 in Berlin; † 4. Oktober 1944 in Salzburg) war ein deutscher Schauspieler und Drehbuchautor.

## Leben
Walter Wassermann wurde als Sohn des Berliner Bauunternehmers Wilhelm Wassermann und seiner Frau Marie Elisabeth Margarethe, geb. Neumann, beide evangelischer Religion, geboren. Er debütierte als Schauspieler 1905 in Neiße. Nach einigen Jahren arbeitete er zudem als Theaterregisseur, schließlich wurde er stellvertretender Theaterleiter am Berliner Central-Theater.
Beim Film begann er 1912 als Schauspieler. Während des Ersten Weltkriegs leitete er zusammen mit seiner Frau, der Schauspielerin Adele Hartwig, das Deutsche Theater in Lodz. Nach Kriegsende konzentrierte er sich bald ausschließlich auf das Schreiben von Drehbüchern. Er verfasste anfangs Krimis, dann eine beträchtliche Anzahl von Komödien und Abenteuerstoffen, häufig als Co-Autor. In zahlreichen Filmografien werden ihm einige Filme mit Anny Ondra zugeschrieben, die unter der Regie von Karel Lamač vom tschechischen Autor Václav Wasserman stammen, der in Deutschland auch als Wenzel bzw. W. Wasserman zeichnete.
Erst in späteren Jahren wurde Wassermann an aufwändigen Projekten beteiligt, darunter Sergeant Berry mit Hans Albers, Kora Terry mit Marika Rökk und die beiden Biografien Robert Koch, der Bekämpfer des Todes und Friedrich Schiller – Der Triumph eines Genies.

## Filmografie (als Drehbuchautor)
- 1912: Verspielt (nur Schauspieler)
- 1913: In Vertretung (nur Schauspieler)
- 1913: Der wankende Glaube (nur Schauspieler)
- 1920: Sybill Morgan
- 1921: Das Komplott im Bankviertel
- 1921: Der Schrein der Medici (auch Schauspieler und Co-Regie)
- 1921: Der Scheck auf den Tod
- 1921: Wie das Mädchen aus der Ackerstraße die Heimat fand
- 1921: Betrüger des Volkes
- 1921: Das Gewissen der Welt, 1. Teil – Schattenpflanzen der Großstadt
- 1922: Das Komödiantenkind
- 1922: Die Königin von Whitechapel
- 1922: Die Männer der Frau Clarissa
- 1922: Die Schatten jener Nacht
- 1923: Time Is Money
- 1923: Das kalte Herz
- 1925: Schicksal
- 1925: Tragödie
- 1926: Der gute Ruf
- 1926: Die Frau in Gold
- 1927: Das Erwachen des Weibes
- 1927: Die Hochstaplerin
- 1928: Es zogen drei Burschen
- 1928: Ledige Mütter
- 1928: Liebe und Diebe
- 1928: Polnische Wirtschaft
- 1928: Spelunke
- 1929: Gefahren der Brautzeit
- 1929: Geheimpolizisten
- 1929: Das Mädel mit der Peitsche
- 1929: Möblierte Zimmer
- 1929: Die Kaviarprinzessin
- 1930: Das Mädel aus U.S.A.
- 1930: Auf Leben und Tod
- 1930: Heute nacht – eventuell
- 1930: Der Nächste, bitte!
- 1930: Das Rheinlandmädel
- 1930: Zweimal Hochzeit
- 1930: Ein Walzer im Schlafcoupé
- 1930: Pension Schöller
- 1930: Die blonde Nachtigall
- 1930: 1000 Worte Deutsch
- 1931: Kasernenzauber
- 1931: Schneider Wibbel
- 1931: So’n Windhund
- 1931: Die Fremde
- 1931: Aschermittwoch
- 1931: Die Blumenfrau von Lindenau
- 1931: Arme, kleine Eva
- 1931: Der wahre Jakob
- 1931: Die Liebesfiliale
- 1931: Der ungetreue Eckehart
- 1932: Mein Freund, der Millionär
- 1932: Ja, treu ist die Soldatenliebe
- 1932: Eine Nacht im Paradies
- 1932: Faut-il les marier?
- 1932: Die grausame Freundin
- 1932: Das Testament des Cornelius Gulden
- 1932: Traum von Schönbrunn
- 1933: Der große Bluff
- 1933: Die Unschuld vom Lande
- 1933: Sag’ mir, wer Du bist
- 1933: Flucht nach Nizza
- 1933: Die kalte Mamsell
- 1933: Roman einer Nacht
- 1933: Heimat am Rhein
- 1933: Die schönen Tage von Aranjuez
- 1933: Ist mein Mann nicht fabelhaft?
- 1933: Adieu les beaux jours
- 1933: Der Page vom Dalmasse-Hotel
- 1934: La Provincialina
- 1934: Das Erbe in Pretoria
- 1934: Der Polizeibericht meldet
- 1934: Die Stimme der Liebe
- 1934: In Sachen Timpe
- 1934: Ein Mädel wirbelt durch die Welt
- 1934: Der kühne Schwimmer
- 1934: Der Schrecken vom Heidekrug
- 1934: Meine Frau, die Schützenkönigin
- 1934: Herz ist Trumpf
- 1934: Liebe dumme Mama
- 1935: Sie und die Drei
- 1935: Ein falscher Fuffziger
- 1935: Ein ganzer Kerl
- 1935: Pygmalion
- 1936: Der Bettelstudent
- 1937: Menschen ohne Vaterland
- 1937: Die Fledermaus
- 1937/53: Starke Herzen
- 1938: Schüsse in Kabine 7
- 1938: Rätsel um Beate
- 1938: Sergeant Berry
- 1939: Dein Leben gehört mir
- 1939: Robert Koch, der Bekämpfer des Todes
- 1940: Friedrich Schiller – Der Triumph eines Genies
- 1940: Kora Terry
- 1942: Ein Zug fährt ab
- 1942: Die Nacht in Venedig
- 1943: Altes Herz wird wieder jung
- 1944: Es lebe die Liebe
- 1944: Die heimlichen Bräute
- 1944: Das Konzert